# Pomacentrus pikei
Pomacentrus pikei là một loài cá biển thuộc chi Pomacentrus trong họ Cá thia. Loài này được mô tả lần đầu tiên vào năm 1883.

## Từ nguyên
Từ định danh được đặt theo tên của Nicholas Pike, Lãnh sự quán Hoa Kỳ tại Port Louis, Mauritius, người đã gửi đến Bảo tàng Động vật học So sánh của Đại học Harvard một bộ sưu tập các loài cá từ Mauritius, bao gồm mẫu định danh của loài cá này.

## Phạm vi phân bố và môi trường sống
P. pikei hiện chỉ được tìm thấy tại Mauritius và Réunion. Chúng sống tập trung gần những rạn san hô và các mỏm đá ở độ sâu đến 6 m.

## Mô tả
Chiều dài lớn nhất được ghi nhận ở P. pikei là 11 cm.
Số gai ở vây lưng: 14; Số tia vây ở vây lưng: 13–14; Số gai ở vây hậu môn: 2; Số tia vây ở vây hậu môn: 14–15; Số gai ở vây bụng: 1; Số tia vây ở vây bụng: 5.

## Sinh thái học
Thức ăn của P. pikei bao gồm tảo và các loài động vật phù du. Cá đực có tập tính bảo vệ và chăm sóc trứng.